# Parigi-Camembert 1972
La Parigi-Camembert 1972, trentatreesima edizione della corsa e valida come evento del circuito UCI categoria CB1.1, si svolse il 4 aprile 1972. Fu vinta dal francese José Catieau.

## Ordine d'arrivo (Top 10)
| Pos. | Corridore          | Squadra                | Tempo |
| ---- | ------------------ | ---------------------- | ----- |
| 1    | José Catieau       | Gan-Mercier-Hutchinson |       |
| 2    | Patrick Sercu      | Dreher                 |       |
| 3    | Christian Raymond  | Peugeot-BP-Michelin    |       |
| 4    | Francois Coquery   | Gan-Mercier-Hutchinson |       |
| 5    | Francis Campaner   | Bic                    |       |
| 6    | Yves Hezard        | Sonolor                |       |
| 7    | Charles Rouxel     | Peugeot-BP-Michelin    |       |
| 8    | Régis Delépine     | Gan-Mercier-Hutchinson |       |
| 9    | Pierre Martelozzo  | Peugeot-BP-Michelin    |       |
| 10   | Roger De Vlaeminck | Dreher                 |       |